# Box-office Corée du Sud 2019

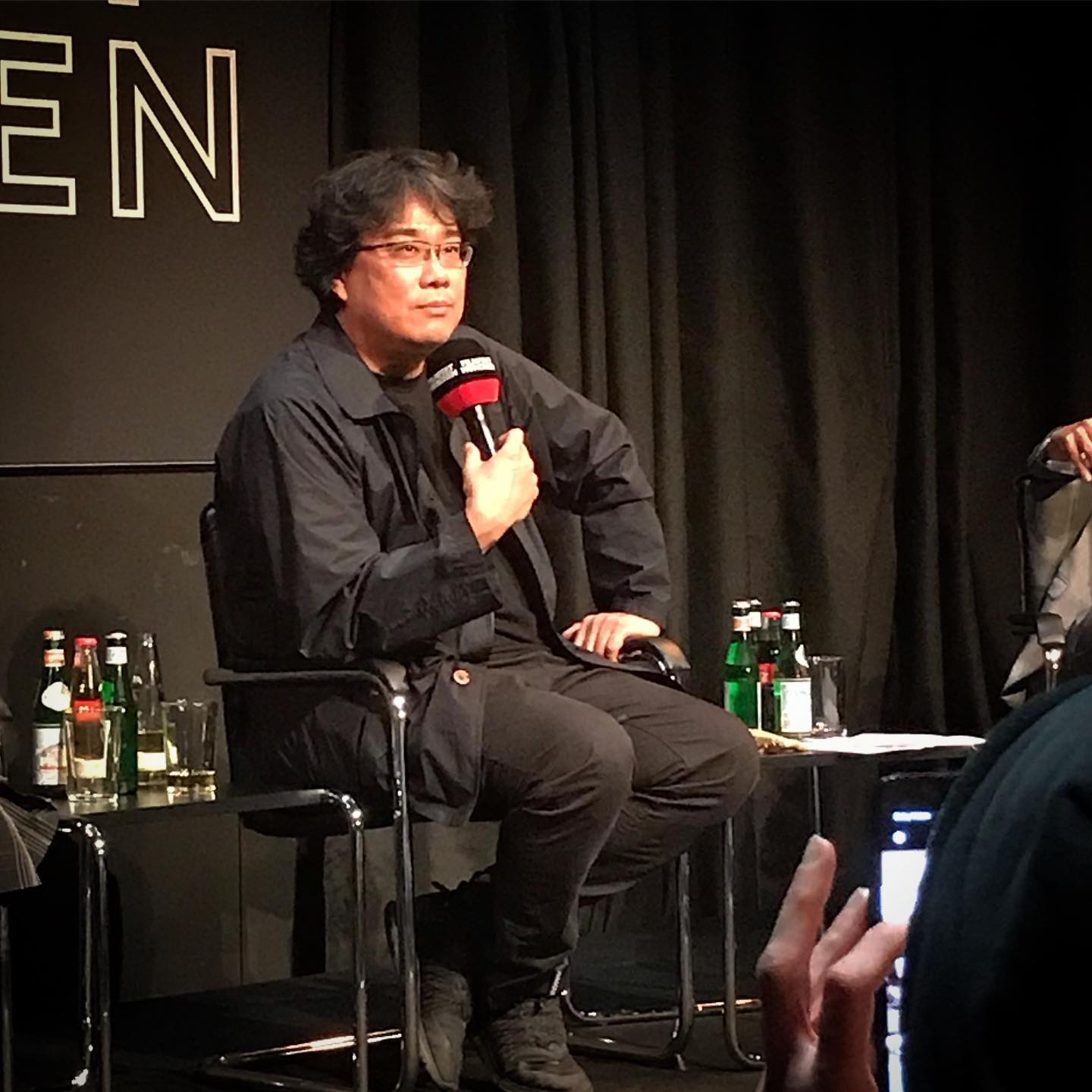
Le réalisateur sud-coréen Bong Joon-ho (ici au Festival du film de Munich) remporte en 2019 la Palme d'or à Cannes et l'Oscar du meilleur film international avec son film Parasite.

Le nombre total d'entrée du box-office coréen de 2019 a augmenté de 4,8% pour atteindre le nombre record de 226,68 millions de billets vendus. Cela fait 1,61 milliard $ de recettes, ce qui est similaire au 1,62 milliard $ de l'année précédente, mais en termes de monnaie locale, en raison des fluctuations des taux de change, le box-office a augmenté de 5,5% à 914 milliards ￦. Les Sud-Coréens ont regardé en moyenne 4,37 films par habitant l'année dernière, ce qui représente la plus grande proportion au monde.
Ce sont essentiellement les films à gros budget qui ont attiré les spectateurs, les dix premiers films représentant 46,2% du box-office total contre 33,2% en 2017. Le plus gros succès de l'année, Extreme Job de CJ Entertainment, a totalisé à lui seul 7% du box-office total avec des recettes de 117,46 millions $. En 2017, le plus gros succès, A Taxi Driver, représentait 5,6% du box-office total. Pour la première fois dans l'histoire du box-office coréen, cinq films ont dépassé les 10 millions d'entrées, mais ont également occupé une grande proportion des écrans.
Disney a remporté la plus grande part de marché avec 27,3%, ce qui est sans précédent pour un distributeur étranger en Corée, avec trois films de plus de 10 millions d'entrées : Avengers: Endgame, La Reine des neiges 2 et Aladdin. En deuxième position, CJ Entertainment a remporté 22,7% du box-office avec Extreme Job et Parasite avec eux aussi plus de 10 millions d'entrées. Derrière avec 7,9%, Lotte Cultureworks est passé de sa première place en 2018 à la troisième place en 2019.
Les films locaux représentent 51% du marché (contre 50,9% l'année précédente), marquant une neuvième année consécutive avec une part de marché plus importante que les films étrangers. On remarque également une croissance de 7,5% à 427,9 millions $ sur le marché numérique en ligne, faisant de 2019 la première année où ce marché auxiliaire représente plus de 20% des bénéfices de l'industrie cinématographique.
À contre-courant, les exportations de films coréens ont diminué de 8,2% en 2019, et ce malgré le fait que Parasite de Bong Joon-ho ait remporté la Palme d'or à Cannes et l'Oscar du meilleur film international.
Le boycott continu en Chine des produits culturels coréens, conjugué aux troubles pro-démocraties à Hong Kong, ont perturbé les ventes de films, ainsi que les sites et les services de post-production, dont les deux territoires étaient auparavant des acheteurs de premier plan. En 2019, c'est Taïwan qui est le principal acheteur de films coréens avec 23,4% du total et 8,8 millions $, en hausse de 23% en un an. Le Japon a acheté pour 4,7 millions $ de films tandis que les États-Unis ont acheté pour 3,36 millions $, Singapour 2,77 millions $, Hong Kong 2 millions $, la France 1,24 million $, la Chine, toujours dans le jeu, 1,16 million $, le Royaume-Uni 744 432 $, l'Indonésie 704 800 $ et Viêt Nam 455 742 $.

## Les millionnaires
La couleur       indique les films en cours de diffusion dans les salles de cinéma sud-coréennes
| Class. | Titre                              | Pays                       | Réalisateur                  | Box-Office Corée du Sud |
| ------ | ---------------------------------- | -------------------------- | ---------------------------- | ----------------------- |
| 1      | Extreme Job                        | Drapeau de la Corée du Sud | Lee Byeong-heon              | 16 265 618              |
| 2      | Avengers: Endgame                  | Drapeau des États-Unis     | Anthony Russo Joe Russo      | 13 934 592              |
| 3      | La Reine des neiges 2              | Drapeau des États-Unis     | Chris Buck Jennifer Lee      | 13 740 860              |
| 4      | Aladdin                            | Drapeau des États-Unis     | Guy Ritchie                  | 12 552 283              |
| 5      | Parasite                           | Drapeau de la Corée du Sud | Bong Joon-ho                 | 10 097 266              |
| 6      | Exit                               | Drapeau de la Corée du Sud | Lee Sang-geun                | 9 426 011               |
| 7      | Destruction finale                 | Drapeau de la Corée du Sud | Lee Hae-joon Kim Byeong-seo  | 8 250 779               |
| 8      | Spider-Man: Far From Home          | Drapeau des États-Unis     | Jon Watts                    | 8 021 145               |
| 9      | Captain Marvel                     | Drapeau des États-Unis     | Ryan Fleck Anna Boden        | 5 802 810               |
| 10     | Joker                              | Drapeau des États-Unis     | Todd Phillips                | 5 252 355               |
| 11     | The Battle: Roar to Victory        | Drapeau de la Corée du Sud | Won Shin-yeon                | 4 787 538               |
| 12     | Le Roi lion                        | Drapeau des États-Unis     | Jon Favreau                  | 4 743 264               |
| 13     | The Bad Guys: Reign of Chaos       | Drapeau de la Corée du Sud | Son Yong-Ho                  | 4 573 902               |
| 14     | Kim Ji-young: Born 1982            | Drapeau de la Corée du Sud | Kim Do-young                 | 3 678 156               |
| 15     | Fast and Furious: Hobbs and Shaw   | Drapeau des États-Unis     | David Leitch                 | 3 657 536               |
| 16     | Toy Story 4                        | Drapeau des États-Unis     | Josh Cooley                  | 3 400 034               |
| 17     | Money                              | Drapeau de la Corée du Sud | Park Noo-ri                  | 3 389 125               |
| 18     | Le Gangster, le Flic et l'Assassin | Drapeau de la Corée du Sud | Lee Won-tae                  | 3 364 712               |
| 19     | Start-up                           | Drapeau de la Corée du Sud | Choi Jeong-yeol              | 3 316 298               |
| 20     | Crazy Romance                      | Drapeau de la Corée du Sud | Kim Han-gyeol                | 2 924 563               |
| 21     | Mal-Mo-E: The Secret Mission       | Drapeau de la Corée du Sud | Uhm Yoo-na                   | 2 866 020               |
| 22     | Innocent Witness                   | Drapeau de la Corée du Sud | Lee Han                      | 2 534 748               |
| 23     | Black Money                        | Drapeau de la Corée du Sud | Jeong Ji-yeong               | 2 478 964               |
| 24     | Terminator: Dark Fate              | Drapeau des États-Unis     | Tim Miller                   | 2 409 062               |
| 25     | Svaha: The Sixth Finger            | Drapeau de la Corée du Sud | Jang Jae-hyeon               | 2 398 519               |
| 26     | Tazza: One Eyed Jack               | Drapeau de la Corée du Sud | Kwon Oh-kwang                | 2 229 239               |
| 27     | The Divine Move 2: The Wrathful    | Drapeau de la Corée du Sud | Khan Lee                     | 2 157 439               |
| 28     | Forbidden Dream                    | Drapeau de la Corée du Sud | Hur Jin-ho                   | 1 995 474               |
| 29     | Alita: Battle Angel                | Drapeau des États-Unis     | Robert Rodriguez             | 1 952 063               |
| 30     | Inside me                          | Drapeau de la Corée du Sud | Kang Hyo-jin                 | 1 916 930               |
| 31     | Hit-and-Run Squad                  | Drapeau de la Corée du Sud | Han Jun-hee                  | 1 826 912               |
| 32     | Metamorphosis                      | Drapeau de la Corée du Sud | Kim Hong-seon                | 1 804 112               |
| 33     | Ralph 2.0                          | Drapeau des États-Unis     | Rich Moore Phil Johnston     | 1 754 375               |
| 34     | Miss & Mrs. Cops                   | Drapeau de la Corée du Sud | Jeong Da-won                 | 1 629 528               |
| 35     | The Divine Fury                    | Drapeau de la Corée du Sud | Jason Kim                    | 1 611 163               |
| 36     | Dragons 3 : Le Monde caché         | Drapeau des États-Unis     | Dean DeBlois                 | 1 507 922               |
| 37     | Inseparable Bros                   | Drapeau de la Corée du Sud | Yook Sang-hyo                | 1 478 156               |
| 38     | Us                                 | Drapeau des États-Unis     | Jordan Peele                 | 1 475 087               |
| 39     | Maléfique : Le Pouvoir du mal      | Drapeau des États-Unis     | Joachim Rønning              | 1 444 952               |
| 40     | Le Mans 66                         | Drapeau des États-Unis     | James Mangold                | 1 353 225               |
| 41     | Tune in for Love                   | Drapeau de la Corée du Sud | Yong Soo                     | 1 245 532               |
| 42     | Man of Men                         | Drapeau de la Corée du Sud | Jeong Ji-woo                 | 1 240 022               |
| 43     | Birthday                           | Drapeau de la Corée du Sud | Lee Jong-eon                 | 1 197 565               |
| 44     | Cheer Up, Mr. Lee                  | Drapeau de la Corée du Sud | Lee Gae-byok                 | 1 181 960               |
| 45     | A Resistance                       | Drapeau de la Corée du Sud | Joe Min-ho                   | 1 157 949               |
| 46     | Jangsa-ri 9.15                     | Drapeau de la Corée du Sud | Kwak Kyeong-taek Tae-hun Kim | 1 140 876               |
| 47     | Comme des bêtes 2                  | Drapeau des États-Unis     | Chris Renaud                 | 1 114 949               |
| 48     | Long Live the King                 | Drapeau de la Corée du Sud | Kang Yoon-seong              | 1 094 404               |
| 49     | Jumanji: Next Level                | Drapeau des États-Unis     | Jake Kasdan                  | 1 054 964               |
| 50     | John Wick Parabellum               | Drapeau des États-Unis     | Chad Stahelski               | 1 004 365               |

## Box-office par semaine
Nationalité des films dans les salles de Corée du Sud en 2019 par semaine de domination :
- Corée du Sud (55,77 %)
- États-Unis (44,23 %)

| #  | Date de fin        | Film no 1                          | Pays                       | Entrées   |
| -- | ------------------ | ---------------------------------- | -------------------------- | --------- |
| 1  | 6 janvier 2019     | Aquaman                            | Drapeau des États-Unis     | 1 340 220 |
| 2  | 13 janvier 2019    | Mal-Mo-E: The Secret Mission       | Drapeau de la Corée du Sud | 1 032 942 |
| 3  | 20 janvier 2019    | Mal-Mo-E: The Secret Mission       | Drapeau de la Corée du Sud | 1 039 659 |
| 4  | 27 janvier 2019    | Extreme Job                        | Drapeau de la Corée du Sud | 3 120 405 |
| 5  | 3 février 2019     | Extreme Job                        | Drapeau de la Corée du Sud | 4 154 997 |
| 6  | 10 février 2019    | Extreme Job                        | Drapeau de la Corée du Sud | 5 544 311 |
| 7  | 17 février 2019    | Extreme Job                        | Drapeau de la Corée du Sud | 1 697 382 |
| 8  | 24 février 2019    | Svaha: The Sixth Finger            | Drapeau de la Corée du Sud | 1 174 016 |
| 9  | 3 mars 2019        | Svaha: The Sixth Finger            | Drapeau de la Corée du Sud | 972 326   |
| 10 | 10 mars 2019       | Captain Marvel                     | Drapeau des États-Unis     | 3 036 628 |
| 11 | 17 mars 2019       | Captain Marvel                     | Drapeau des États-Unis     | 1 563 496 |
| 12 | 24 mars 2019       | Money                              | Drapeau de la Corée du Sud | 1 460 937 |
| 13 | 31 mars 2019       | Money                              | Drapeau de la Corée du Sud | 1 133 246 |
| 14 | 7 avril 2019       | Shazam!                            | Drapeau des États-Unis     | 499 848   |
| 15 | 14 avril 2019      | Birthday                           | Drapeau de la Corée du Sud | 386 331   |
| 16 | 21 avril 2019      | Birthday                           | Drapeau de la Corée du Sud | 304 366   |
| 17 | 28 avril 2019      | Avengers: Endgame                  | Drapeau des États-Unis     | 6 308 050 |
| 18 | 5 mai 2019         | Avengers: Endgame                  | Drapeau des États-Unis     | 4 644 341 |
| 19 | 12 mai 2019        | Avengers: Endgame                  | Drapeau des États-Unis     | 1 847 219 |
| 20 | 19 mai 2019        | Le Gangster, le Flic et l'Assassin | Drapeau de la Corée du Sud | 1 459 298 |
| 21 | 26 mai 2019        | Le Gangster, le Flic et l'Assassin | Drapeau de la Corée du Sud | 1 281 624 |
| 22 | 2 juin 2019        | Parasite                           | Drapeau de la Corée du Sud | 3 366 409 |
| 23 | 9 juin 2019        | Parasite                           | Drapeau de la Corée du Sud | 3 654 496 |
| 24 | 16 juin 2019       | Aladdin                            | Drapeau des États-Unis     | 1 426 229 |
| 25 | 23 juin 2019       | Aladdin                            | Drapeau des États-Unis     | 1 473 890 |
| 26 | 30 juin 2019       | Aladdin                            | Drapeau des États-Unis     | 1 472 099 |
| 27 | 7 juillet 2019     | Spider-Man: Far From Home          | Drapeau des États-Unis     | 4 521 200 |
| 28 | 14 juillet 2019    | Spider-Man: Far From Home          | Drapeau des États-Unis     | 2 163 790 |
| 29 | 21 juillet 2019    | Le Roi lion                        | Drapeau des États-Unis     | 2 273 784 |
| 30 | 28 juillet 2019    | Le Roi lion                        | Drapeau des États-Unis     | 1 431 137 |
| 31 | 4 aout 2019        | Exit                               | Drapeau de la Corée du Sud | 2 945 758 |
| 32 | 11 aout 2019       | Exit                               | Drapeau de la Corée du Sud | 2 822 472 |
| 33 | 18 aout 2019       | Fast and Furious: Hobbs and Shaw   | Drapeau des États-Unis     | 2 032 777 |
| 34 | 25 aout 2019       | Fast and Furious: Hobbs and Shaw   | Drapeau des États-Unis     | 936 564   |
| 35 | 1er septembre 2019 | Metamorphosis                      | Drapeau de la Corée du Sud | 730 362   |
| 36 | 8 septembre 2019   | Tune in for Love                   | Drapeau de la Corée du Sud | 432 896   |
| 37 | 15 septembre 2019  | The Bad Guys: Reign of Chaos       | Drapeau de la Corée du Sud | 2 671 683 |
| 38 | 22 septembre 2019  | The Bad Guys: Reign of Chaos       | Drapeau de la Corée du Sud | 1 225 841 |
| 39 | 29 septembre 2019  | Jangsa-ri 9.15                     | Drapeau de la Corée du Sud | 685 423   |
| 40 | 6 octobre 2019     | Joker                              | Drapeau des États-Unis     | 2 199 736 |
| 41 | 13 octobre 2019    | Joker                              | Drapeau des États-Unis     | 1 647 608 |
| 42 | 20 octobre 2019    | Joker                              | Drapeau des États-Unis     | 701 229   |
| 43 | 27 octobre 2019    | Kim Ji-young: Born 1982            | Drapeau de la Corée du Sud | 1 113 438 |
| 44 | 3 novembre 2019    | Kim Ji-young: Born 1982            | Drapeau de la Corée du Sud | 1 379 051 |
| 45 | 10 novembre 2019   | The Divine Move 2: The Wrathful    | Drapeau de la Corée du Sud | 1 060 294 |
| 46 | 17 novembre 2019   | Black Money                        | Drapeau de la Corée du Sud | 1 017 631 |
| 47 | 24 novembre 2019   | La Reine des neiges 2              | Drapeau des États-Unis     | 4 437 737 |
| 48 | 1er décembre 2019  | La Reine des neiges 2              | Drapeau des États-Unis     | 4 145 744 |
| 49 | 8 décembre 2019    | La Reine des neiges 2              | Drapeau des États-Unis     | 2 114 638 |
| 50 | 15 décembre 2019   | La Reine des neiges 2              | Drapeau des États-Unis     | 1 379 929 |
| 51 | 22 décembre 2019   | Destruction finale                 | Drapeau de la Corée du Sud | 2 459 349 |
| 52 | 29 décembre 2019   | Destruction finale                 | Drapeau de la Corée du Sud | 3 283 779 |

## Classements complémentaires
- Liste des plus gros succès du box-office en Corée du Sud